# Kommawimperzweefvlieg
De kommawimperzweefvlieg (Dasysyrphus friuliensis) is een vliegensoort uit de familie van de zweefvliegen (Syrphidae). De wetenschappelijke naam van de soort is voor het eerst geldig gepubliceerd in 1960 door Volkert van der Goot.